# Хаккі Башар
Хаккі Башар (тур. Hakkı Başar; нар. 24 вересня 1969, провінція Сакар'я) — турецький борець греко-римського стилю, чемпіон світу, чемпіон та дворазовий бронзовий призер чемпіонатів Європи, срібний призер Кубку світу, срібний призер Олімпійських ігор, дворазовий чемпіон Середземноморських ігор.

## Життєпис
Боротьбою почав займатися з 1986 року.
Виступав за борцівський клуб Böyökzehir Belediye, Стамбул. Тренери — Ібрагім Їлдирим, Ата Караташ.
Після завершення кар'єри спортсмена працював тренером. Серед вихованців — Гамза Єрлікая, дворазовий Олімпійський чемпіон, триразовий чемпіон світу, восьмиразовий чемпіон Європи.

## Спортивні результати на міжнародних змаганнях

### Виступи на Олімпіадах
| Змагання                    | Збірна    | Вагова категорія                 | Місце  |
| --------------------------- | --------- | -------------------------------- | ------ |
| Літні Олімпійські ігри 1992 | Туреччина | греко-римська боротьба, до 90 кг | Срібло |
| Літні Олімпійські ігри 1996 | Туреччина | греко-римська боротьба, до 90 кг | 5      |
| Літні Олімпійські ігри 2000 | Туреччина | греко-римська боротьба, до 97 кг | 16     |

### Виступи на Чемпіонатах світу
| Змагання                        | Збірна    | Вагова категорія                 | Місце  |
| ------------------------------- | --------- | -------------------------------- | ------ |
| Чемпіонат світу з боротьби 1991 | Туреччина | греко-римська боротьба, до 90 кг | 13     |
| Чемпіонат світу з боротьби 1994 | Туреччина | греко-римська боротьба, до 90 кг | 15     |
| Чемпіонат світу з боротьби 1995 | Туреччина | греко-римська боротьба, до 90 кг | Золото |
| Чемпіонат світу з боротьби 1997 | Туреччина | греко-римська боротьба, до 97 кг | 10     |
| Чемпіонат світу з боротьби 1998 | Туреччина | греко-римська боротьба, до 97 кг | 6      |
| Чемпіонат світу з боротьби 1999 | Туреччина | греко-римська боротьба, до 97 кг | 4      |

### Виступи на Чемпіонатах Європи
| Змагання                         | Збірна    | Вагова категорія                  | Місце  |
| -------------------------------- | --------- | --------------------------------- | ------ |
| Чемпіонат Європи з боротьби 1990 | Туреччина | греко-римська боротьба, до 82 кг  | 9      |
| Чемпіонат Європи з боротьби 1992 | Туреччина | греко-римська боротьба, до 90 кг  | 8      |
| Чемпіонат Європи з боротьби 1993 | Туреччина | греко-римська боротьба, до 90 кг  | Бронза |
| Чемпіонат Європи з боротьби 1994 | Туреччина | греко-римська боротьба, до 90 кг  | 13     |
| Чемпіонат Європи з боротьби 1995 | Туреччина | греко-римська боротьба, до 100 кг | 7      |
| Чемпіонат Європи з боротьби 1996 | Туреччина | греко-римська боротьба, до 90 кг  | 12     |
| Чемпіонат Європи з боротьби 1997 | Туреччина | греко-римська боротьба, до 97 кг  | Золото |
| Чемпіонат Європи з боротьби 1998 | Туреччина | греко-римська боротьба, до 97 кг  | Бронза |
| Чемпіонат Європи з боротьби 1999 | Туреччина | греко-римська боротьба, до 97 кг  | 7      |

### Виступи на Кубках світу
| Змагання                    | Збірна    | Вагова категорія                 | Місце  |
| --------------------------- | --------- | -------------------------------- | ------ |
| Кубок світу з боротьби 1997 | Туреччина | греко-римська боротьба, до 97 кг | Срібло |

### Виступи на Середземноморських іграх
| Змагання                    | Збірна    | Вагова категорія                 | Місце  |
| --------------------------- | --------- | -------------------------------- | ------ |
| Середземноморські ігри 1991 | Туреччина | греко-римська боротьба, до 90 кг | 6      |
| Середземноморські ігри 1993 | Туреччина | греко-римська боротьба, до 90 кг | Золото |
| Середземноморські ігри 1997 | Туреччина | греко-римська боротьба, до 97 кг | Золото |

### Виступи на інших змаганнях
| Змагання                           | Збірна    | Вагова категорія                  | Місце  |
| ---------------------------------- | --------- | --------------------------------- | ------ |
| Гран-прі Німеччини з боротьби 1992 | Туреччина | греко-римська боротьба, до 90 кг  | 11     |
| Гран-прі Німеччини з боротьби 1993 | Туреччина | греко-римська боротьба, до 90 кг  | 6      |
| Гран-прі Німеччини з боротьби 1995 | Туреччина | греко-римська боротьба, до 100 кг | Бронза |

### Виступи на змаганнях молодших вікових груп
| Змагання                                     | Збірна    | Вагова категорія                 | Місце |
| -------------------------------------------- | --------- | -------------------------------- | ----- |
| Чемпіонат світу з боротьби серед молоді 1989 | Туреччина | греко-римська боротьба, до 82 кг | 7     |